# 塔曼拉塞特省
塔曼拉塞特省（阿拉伯語：ولاية تمنراس）是阿尔及利亚东南部的一个省，首府塔曼拉塞特。该省是阿尔及利亚面积最大的一个省，但人口稀少，人口密度仅为每平方千米0.25人。
塔曼拉塞特省分为7个县和10个区。